# Karl Mannheim
Karl Mannheim, född 27 mars 1893 i Budapest, död 9 januari 1947 i London, var en tysk-brittisk sociolog. 
Mannheim föddes i en judisk familj i Ungern och flyttade 1919 till Tyskland där han tjänstgjorde vid Heidelbergs universitet och Johann Wolfgang Goethe-universitetet i Frankfurt am Main. Efter nazisternas maktövertagande 1933 flydde han till England och blev där professor vid University of London.

## Kunskapssociologi
Mannheim är mest känd för sitt bidrag till etablerandet av en kunskapssociologi. Enligt honom står all kunskap i en beroenderelation till sociala intressen, med undantag för de exakta vetenskaperna som fysik och matematik. I synnerhet kultur- och samhällsvetenskaplig kunskap är oupplösligt knuten till den sociala och historiska kontext som kunskapen formuleras i. Kunskapen har en ideologisk bas. Med detta föregriper Mannheim mycket av efterkrigstidens positivismkritik. Kunskapssociologi är för Mannheim inte bara en sociologi om kunskap, utan också en reflexion över grundläggande betingelser för samhällsstudiet. 
Mannheims tänkande kritiserades för att vara relativistiskt. Han försökte att bemöta kritiken genom att bland annat modifiera sin position. I sin formulering av det han kallar en relationism förnekar han inte möjligheten att det finns sanningar, men påpekar sanningarnas funktion och närvaron av partiska perspektiv.
Som Mannheims huvudverk räknas Ideologie und Utopie (1929). Några av hans andra viktigare bidrag finns samlade i Essays in the Sociology of Knowledge (1952). I den förstnämnda utformar han en viktig distinktion mellan ideologi och utopi. Ideologi handlar om idéer som legitimerar den existerande sociala ordningen, medan utopierna representerar det visionära tänkandet om hur framtiden kan utformas. Materialet i båda böckerna utformades innan han kom till London. I England koncentrerade Mannheim sitt arbete på nödvändigheten av social förändring i riktning mot tätare sociala band. 
Karl Mannheim hade stort inflytande på senare sociologer, inte minst på de båda amerikanerna Robert K. Merton och C. Wright Mills.